# Косєй-Мару (864)
Косєй-Мару (864) (Kosei Maru) — транспортне судно, яке під час Другої світової війни брало участь у операціях японських збройних сил на Тихому океані.
Судно спорудили в 1940 році на верфі Mihara Shipbuilding в Осаці для компанії Sanko Kisen.
20 квітня 1943-го «Косєй-Мару» перебувало в районі Веваку (головний японський гарнізон на Новій Гвінеї), де виявлене та потоплене літаками американської армійської авіації.